# Оберциссен
Оберциссен (нім. Oberzissen) — громада в Німеччині, розташована в землі Рейнланд-Пфальц. Входить до складу району Арвайлер. Складова частина об'єднання громад Брольталь.
Площа — 2,73 км2. Населення становить 1097 ос. (станом на 31 грудня 2020).